# Constantin Kostenețchi
Constantin Kostenețchi (în bulgară Константин Костенечки; n. cca. 1380 - d. ulterior anului 1431),, cunoscut, de asemenea, drept Constantin Filosoful (în sârbă Константин Филозоф), a fost un cronicar și scriitor medieval bulgar. Este cunoscut pentru biografia sa a despotului sârb Ștefan Lazarevici și pentru scrierea primului studiu filologic al limbii sârbe Skazanije o pismenah (în traducere: „Despre scriere”), tipărit în jurul anului 1420.
În lucrarea Skazanije o pismenah, în ceea ce privește abordarea literei slavone „ѣ”, în al X-lea capitol, Constantin Kostenețchi afirmă că litera, consacrată din totdeauna unui diftong (ea), nu trebuie confundată cu e, așa cum fac unii scriitori, totodată comentând că în limba română se ortografiază бѣ („bea”), cu „ѣ” și nu cu „є”. Această afirmație constituie, după Petre P. Panaitescu, „cea mai veche informație despre unul sau mai multe texte scrise în românește”.